# إليزابيث كاستيلو
إليزابيث كاستيلو (بالإسبانية: Elizabeth Castillo Lara)‏ (21 يوليو 1975 في بيرو - ) هي لاعبة كرة طائرة بيروفية. شاركت في بطولة العالم لكرة الطائرة للسيدات.